# Baegyangsa
Baegyangsa, también deletreado Baekyangsa, es un templo principal de la Orden de Jogye del Budismo Coreano. Está situado en Bukha-myeon, condado de Jangseong, en la provincia de Jeolla del Sur, Corea del Sur. Construido en 632 bajo el reino de Baekje, se encuentra en las laderas de Baegam-san en el Parque nacional Naejangsan.

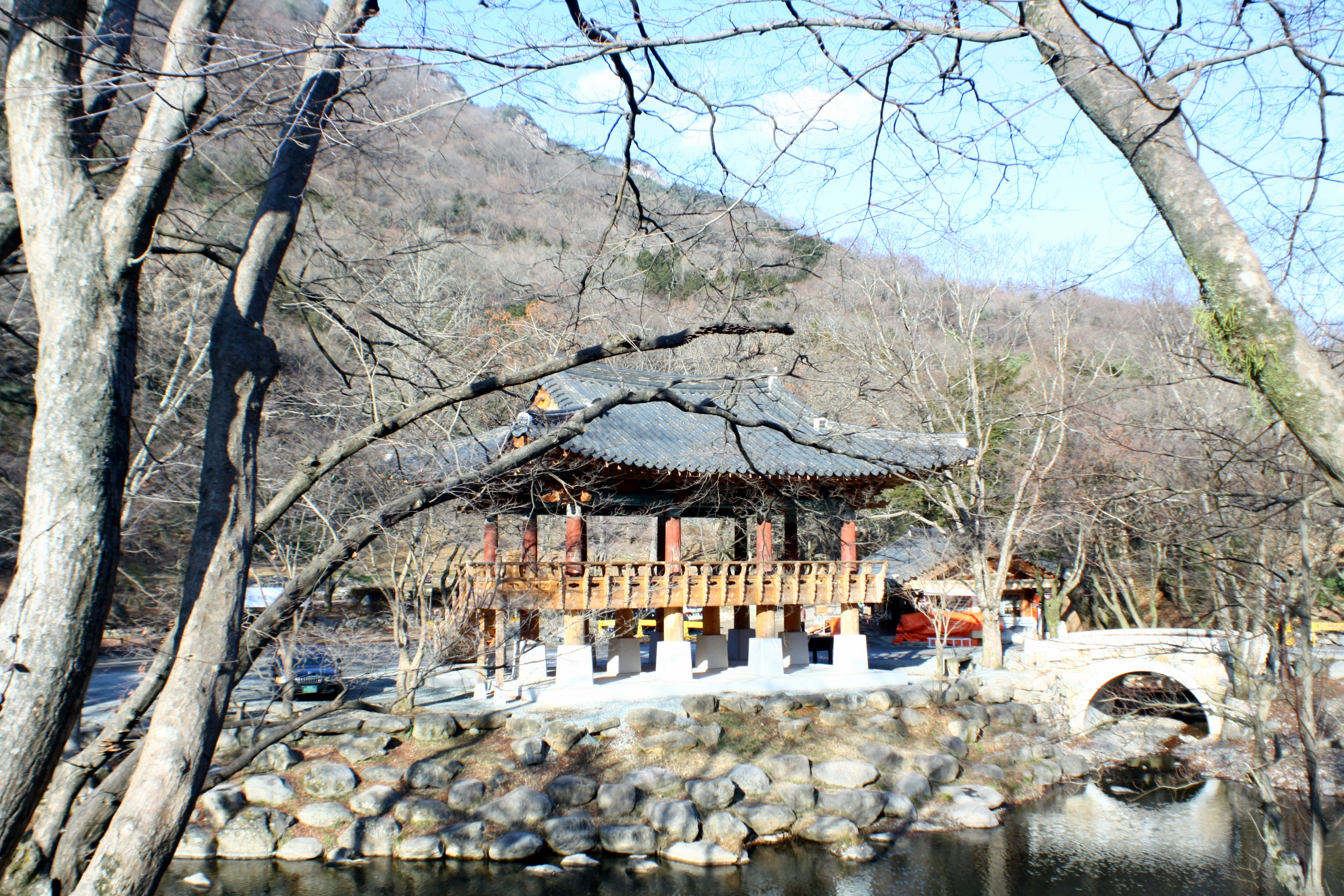
Baekyangsa 2

## Historia
Baeyangsa fue establecida por Zen Master Yeohwan en 632 AD. El nombre original del templo era Baegamsa. En la dinastía Koryo, se llamaba Jeongtosa. En coreano, Jeongto es el mismo concepto de cielo que en el cristianismo. El nombre del templo significa "oveja blanca", y se refiere a una leyenda del período Goryeo en la que una oveja blanca bajó de la montaña para escuchar un sermón y estaba lo suficientemente iluminada como para poder ascender al Paraíso.

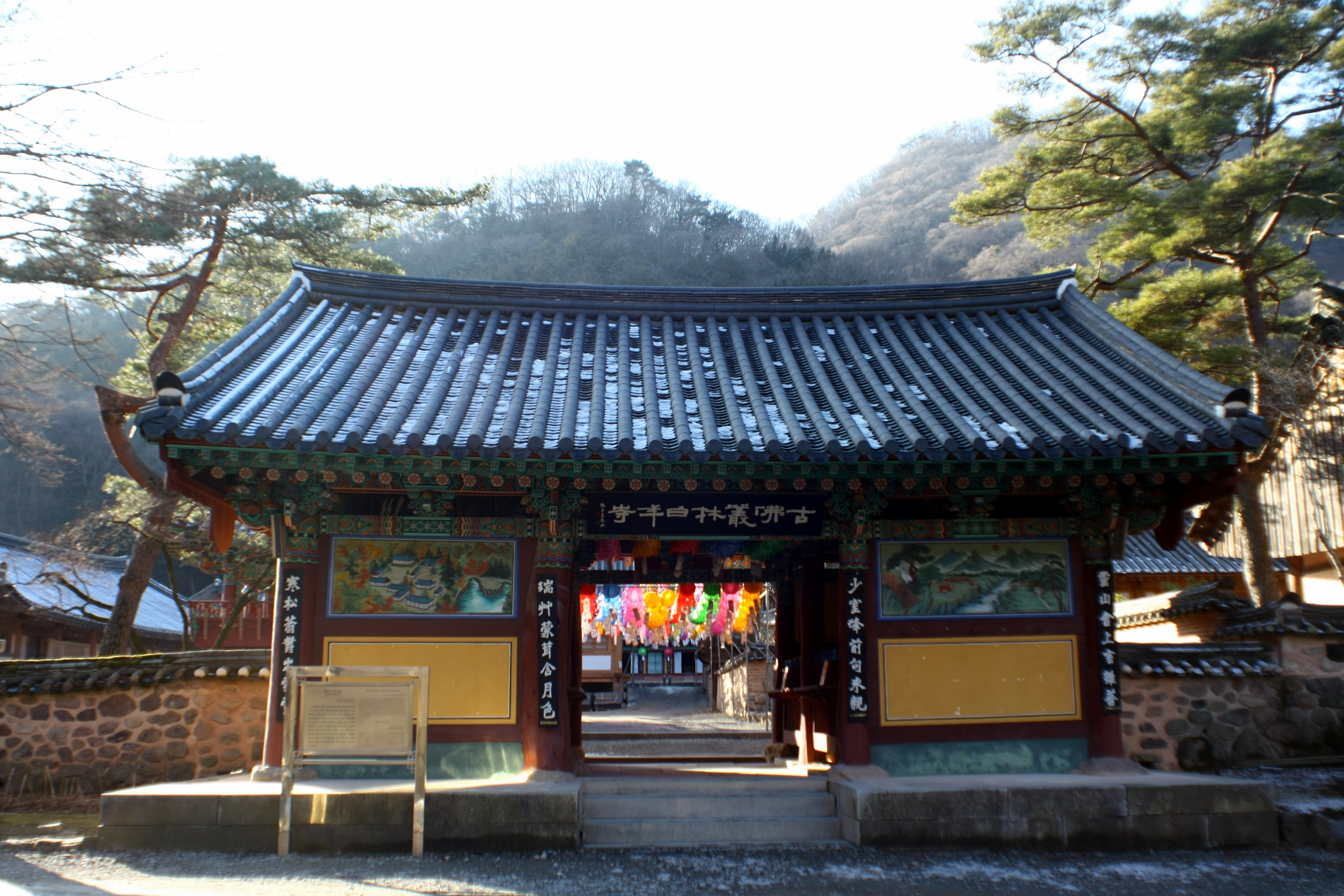
Baekyangsa

En la era de la ocupación japonesa, el templo fue reconocido como uno de los templos principales en la península de Corea. Pertenece a la Orden Chogye en la actualidad. En estos días, se ha otorgado un gran papel al templo de Baegyang para educar a los monjes de la provincia de Jeolla.
Un gran número de Torreya nucifera crece alrededor del templo Baegyang. Esta área es una de las áreas más al norte donde Torreya nucifera puede crecer en la península de Corea.